# Сен-Мартен-Лаланд
Сен-Марте́н-Лала́нд (фр. Saint-Martin-Lalande) — коммуна во Франции, находится в регионе Лангедок — Руссильон. Департамент коммуны — Од. Входит в состав кантона Южный Кастельнодари. Округ коммуны — Каркасон.
Код INSEE коммуны — 11356.

## Население
Население коммуны на 2008 год составляло 1086 человек.
| 1962 | 1968 | 1975 | 1982 | 1990 | 1999 | 2008 |
| ---- | ---- | ---- | ---- | ---- | ---- | ---- |
| 405  | 435  | 419  | 471  | 692  | 959  | 1086 |

## Экономика
В 2007 году среди 703 человек в трудоспособном возрасте (15—64 лет) 525 были экономически активными, 178 — неактивными (показатель активности — 74,7 %, в 1999 году было 71,2 %). Из 525 активных работали 468 человек (264 мужчины и 204 женщины), безработных было 57 (17 мужчин и 40 женщин). Среди 178 неактивных 70 человек были учениками или студентами, 55 — пенсионерами, 53 были неактивными по другим причинам.